# Europarlamentari della II legislatura
Gli europarlamentari della II legislatura, eletti a seguito delle elezioni europee del 1984, sono stati i seguenti.

## Composizione storica
| Europarlamentare                                  | Stato       | Lista                                                                     | Gruppo |
| ------------------------------------------------- | ----------- | ------------------------------------------------------------------------- | ------ |
| Jean-Pierre Abelin                                | Francia     | Unione dell'Opposizione (Unione per la Democrazia Francese)               | PPE    |
| Victor Abens                                      | Lussemburgo | Partito Operaio Socialista Lussemburghese                                 | SOC    |
| Gordon J. Adam                                    | Regno Unito | Partito Laburista                                                         | SOC    |
| Dimitrios Adamou                                  | Grecia      | Partito Comunista di Grecia                                               | COM    |
| Heinrich Aigner                                   | Germania    | Unione Cristiano-Sociale in Baviera                                       | PPE    |
| Alexandros Alavanos                               | Grecia      | Partito Comunista di Grecia                                               | COM    |
| Siegbert Alber                                    | Germania    | Unione Cristiano-Democratica di Germania                                  | PPE    |
| Giorgio Almirante                                 | Italia      | Movimento Sociale Italiano - Destra Nazionale                             | GDE    |
| Giuseppe Amadei                                   | Italia      | Partito Socialista Democratico Italiano                                   | SOC    |
| Georgios Anastassopoulos                          | Grecia      | Nuova Democrazia                                                          | PPE    |
| Hedy d'Ancona                                     | Paesi Bassi | Partito del Lavoro                                                        | SOC    |
| Niall Andrews                                     | Irlanda     | Fianna Fáil                                                               | ADE    |
| Magdeleine Anglade                                | Francia     | Unione dell'Opposizione (Raggruppamento per la Repubblica- CNIP)          | ADE    |
| Dario Antoniozzi                                  | Italia      | Democrazia Cristiana                                                      | PPE    |
| Bernard Antony                                    | Francia     | Fronte Nazionale                                                          | GDE    |
| Rudi Arndt                                        | Germania    | Partito Socialdemocratico di Germania                                     | SOC    |
| Evangelos Averof-Tossitsas                        | Grecia      | Nuova Democrazia                                                          | PPE    |
| Paraskevas Avgerinos                              | Grecia      | Movimento Socialista Panellenico                                          | SOC    |
| Jean-Paul Bachy                                   | Francia     | Partito Socialista                                                        | SOC    |
| Gianni Baget Bozzo                                | Italia      | Partito Socialista Italiano                                               | SOC    |
| Richard A. Balfe                                  | Regno Unito | Partito Laburista                                                         | SOC    |
| Mary Elizabeth Banotti                            | Irlanda     | Fine Gael                                                                 | PPE    |
| Carla Barbarella                                  | Italia      | Partito Comunista Italiano                                                | COM    |
| Otto Bardong                                      | Germania    | Unione Cristiano-Democratica di Germania                                  | PPE    |
| Sylvester Barrett                                 | Irlanda     | Fianna Fáil                                                               | ADE    |
| Roberto Barzanti                                  | Italia      | Partito Comunista Italiano                                                | COM    |
| Robert C. Battersby                               | Regno Unito | Partito Conservatore                                                      | DE     |
| Dominique Baudis                                  | Francia     | Unione dell'Opposizione (Unione per la Democrazia Francese)               | PPE    |
| Denis Baudouin                                    | Francia     | Unione dell'Opposizione (Raggruppamento per la Repubblica)                | ADE    |
| Christopher Beazley                               | Regno Unito | Partito Conservatore                                                      | DE     |
| Peter Beazley                                     | Regno Unito | Partito Conservatore                                                      | DE     |
| Pierre Bernard-Reymond                            | Francia     | Unione dell'Opposizione (Unione per la Democrazia Francese- CDS)          | PPE    |
| Giovanni Bersani                                  | Italia      | Democrazia Cristiana                                                      | PPE    |
| Jean Besse                                        | Francia     | Partito Socialista                                                        | SOC    |
| The Lord Nicholas Bethell                         | Regno Unito | Partito Conservatore                                                      | DE     |
| Vincenzo Bettiza                                  | Italia      | PLI - PRI (Partito Liberale Italiano)                                     | LD     |
| Bouke Beumer                                      | Paesi Bassi | Appello Cristiano Democratico                                             | PPE    |
| Luc Ch.H. Beyer de Ryke                           | Belgio      | Partito Riformatore Liberale                                              | LD     |
| Undine-Uta Bloch von Blottnitz                    | Germania    | I Verdi                                                                   | ARC    |
| Erik Bernhard Blumenfeld                          | Germania    | Unione Cristiano-Democratica di Germania                                  | PPE    |
| Gisèle Bochenek-Forray                            | Francia     | Partito Socialista                                                        | SOC    |
| Reinhold L. Bocklet                               | Germania    | Unione Cristiano-Sociale in Baviera                                       | PPE    |
| Jørgen Bøgh                                       | Danimarca   | Movimento Popolare contro la CEE                                          | ARC    |
| Alain Bombard                                     | Francia     | Partito Socialista                                                        | SOC    |
| Aldo Bonaccini                                    | Italia      | Partito Comunista Italiano                                                | COM    |
| Jens-Peter Bonde                                  | Danimarca   | Movimento Popolare contro la CEE                                          | ARC    |
| Emma Bonino                                       | Italia      | Partito Radicale                                                          | NI     |
| Elise C.A.M. Boot                                 | Paesi Bassi | Appello Cristiano Democratico                                             | PPE    |
| Franco Borgo                                      | Italia      | Democrazia Cristiana                                                      | PPE    |
| Bodil Boserup                                     | Danimarca   | Partito Popolare Socialista                                               | COM    |
| Ioannis Boutos                                    | Grecia      | Nuova Democrazia                                                          | PPE    |
| Ursula Braun-Moser                                | Germania    | Unione Cristiano-Democratica di Germania                                  | PPE    |
| Jürgen Brinckmeier                                | Germania    | Partito Socialdemocratico di Germania                                     | SOC    |
| Elmar Brok                                        | Germania    | Unione Cristiano-Democratica di Germania                                  | PPE    |
| Beate Ann Brookes                                 | Regno Unito | Partito Conservatore                                                      | DE     |
| Janey O'Neil Buchan                               | Regno Unito | Partito Laburista                                                         | SOC    |
| Antonino Buttafuoco                               | Italia      | Movimento Sociale Italiano - Destra Nazionale                             | GDE    |
| Michel De Camaret                                 | Francia     | Fronte Nazionale                                                          | GDE    |
| Alain Carignon                                    | Francia     | Unione dell'Opposizione (Raggruppamento per la Repubblica)                | ADE    |
| Angelo Carossino                                  | Italia      | Partito Comunista Italiano                                                | COM    |
| Carlo Casini                                      | Italia      | Democrazia Cristiana                                                      | PPE    |
| Maria Luisa Cassanmagnago Cerretti                | Italia      | Democrazia Cristiana                                                      | PPE    |
| Bryan M.D. Cassidy                                | Regno Unito | Partito Conservatore                                                      | DE     |
| Luciana Castellina                                | Italia      | Partito Comunista Italiano (Partito di Unità Proletaria per il Comunismo) | ARC    |
| Barbara Castle                                    | Regno Unito | Partito Laburista                                                         | SOC    |
| Sir Fred Catherwood                               | Regno Unito | Partito Conservatore                                                      | DE     |
| Giovanni Cervetti                                 | Italia      | Partito Comunista Italiano                                                | COM    |
| Dominique Chaboche                                | Francia     | Fronte Nazionale                                                          | GDE    |
| Robert Chambeiron                                 | Francia     | Partito Comunista Francese                                                | COM    |
| Raphaël M.G. Chanterie                            | Belgio      | Partito Popolare Cristiano                                                | PPE    |
| Mauro Chiabrando                                  | Italia      | Democrazia Cristiana                                                      | PPE    |
| Roger Chinaud                                     | Francia     | Unione dell'Opposizione (Partito Repubblicano)                            | LD     |
| Vittorino Chiusano                                | Italia      | Democrazia Cristiana                                                      | PPE    |
| Nicole Chouraqui                                  | Francia     | Unione dell'Opposizione (Raggruppamento per la Repubblica)                | ADE    |
| Ib Christensen                                    | Danimarca   | Movimento Popolare contro la CEE                                          | ARC    |
| Ejner Hovgård Christiansen                        | Danimarca   | Socialdemocratici                                                         | SOC    |
| Efthymios Christodoulou                           | Grecia      | Nuova Democrazia                                                          | PPE    |
| Michelangelo Ciancaglini                          | Italia      | Democrazia Cristiana                                                      | PPE    |
| Maria Lisa Cinciari Rodano                        | Italia      | Partito Comunista Italiano                                                | COM    |
| Mark Clinton                                      | Irlanda     | Fine Gael                                                                 | PPE    |
| Robert Cohen                                      | Paesi Bassi | Partito del Lavoro                                                        | SOC    |
| Michel Collinot                                   | Francia     | Fronte Nazionale                                                          | GDE    |
| Kenneth D. Collins                                | Regno Unito | Partito Laburista                                                         | SOC    |
| Michele Columbu                                   | Italia      | Partito Sardo d'Azione                                                    | ARC    |
| Petrus A.M. Cornelissen                           | Paesi Bassi | Appello Cristiano Democratico                                             | PPE    |
| Roberto Costanzo                                  | Italia      | Democrazia Cristiana                                                      | PPE    |
| Alfred Coste-Floret                               | Francia     | Unione dell'Opposizione (Raggruppamento per la Repubblica- DCF)           | ADE    |
| Jean-Pierre Cot                                   | Francia     | Partito Socialista                                                        | SOC    |
| Richard J. Cottrell                               | Regno Unito | Partito Conservatore                                                      | DE     |
| John De Courcy Ling                               | Regno Unito | Partito Conservatore                                                      | DE     |
| Baroness Christine M. Crawley                     | Regno Unito | Partito Laburista                                                         | SOC    |
| Lambert V.J. Croux                                | Belgio      | Partito Popolare Cristiano                                                | PPE    |
| George Robert Cryer                               | Regno Unito | Partito Laburista                                                         | SOC    |
| David M. Curry                                    | Regno Unito | Partito Conservatore                                                      | DE     |
| Joachim Dalsass                                   | Italia      | Südtiroler Volkspartei                                                    | PPE    |
| Margaret E. Daly                                  | Regno Unito | Partito Conservatore                                                      | DE     |
| Pieter Dankert                                    | Paesi Bassi | Partito del Lavoro                                                        | SOC    |
| Rika M.R. De Backer-Van Ocken                     | Belgio      | Partito Popolare Cristiano                                                | PPE    |
| Michel Debatisse                                  | Francia     | Unione dell'Opposizione (Unione per la Democrazia Francese)               | PPE    |
| Karel De Gucht                                    | Belgio      | Partito della Libertà e del Progresso                                     | LD     |
| Danielle De March-Ronco(Danielle De March-Waller) | Francia     | Partito Comunista Francese                                                | COM    |
| Luigi Ciriaco De Mita                             | Italia      | Democrazia Cristiana                                                      | PPE    |
| Jean-François Deniau                              | Francia     | Unione dell'Opposizione (Unione per la Democrazia Francese)               | LD     |
| Pancrazio De Pasquale                             | Italia      | Partito Comunista Italiano                                                | COM    |
| Gérard Deprez                                     | Belgio      | Partito Sociale Cristiano                                                 | PPE    |
| Gijs M. De Vries                                  | Paesi Bassi | Partito Popolare per la Libertà e la Democrazia                           | LD     |
| August M.C. De Winter                             | Belgio      | Partito della Libertà e del Progresso                                     | LD     |
| Mario Di Bartolomei                               | Italia      | PLI - PRI (Partito Repubblicano Italiano)                                 | LD     |
| Mario Didò                                        | Italia      | Partito Socialista Italiano                                               | SOC    |
| Chrysanthos Dimitriadis                           | Grecia      | Unione Politica Nazionale                                                 | GDE    |
| Georges H. Donnez                                 | Francia     | Unione dell'Opposizione (Unione per la Democrazia Francese)               | LD     |
| The Lord Douro                                    | Regno Unito | Partito Conservatore                                                      | DE     |
| Daniel Ducarme                                    | Belgio      | Partito Riformatore Liberale                                              | LD     |
| Anne-Marie Dupuy                                  | Francia     | Unione dell'Opposizione (Raggruppamento per la Repubblica)                | ADE    |
| Raymonde M.E.A. Dury                              | Belgio      | Partito Socialista                                                        | SOC    |
| Manfred Artur Ebel                                | Germania    | Unione Cristiano-Democratica di Germania                                  | PPE    |
| The Baroness Elles                                | Regno Unito | Partito Conservatore                                                      | DE     |
| James Elles                                       | Regno Unito | Partito Conservatore                                                      | DE     |
| Michael N. Elliott                                | Regno Unito | Partito Laburista                                                         | SOC    |
| Vassilis Ephremidis                               | Grecia      | Partito Comunista di Grecia                                               | COM    |
| Sergio Ercini                                     | Italia      | Democrazia Cristiana                                                      | PPE    |
| Nicolas Estgen                                    | Lussemburgo | Partito Popolare Cristiano Sociale                                        | PPE    |
| Dimitrios Evrigenis                               | Grecia      | Nuova Democrazia                                                          | PPE    |
| Winifred M. Ewing                                 | Regno Unito | Partito Nazionale Scozzese                                                | ADE    |
| Louis Eyraud                                      | Francia     | Partito Socialista                                                        | SOC    |
| Sheila Faith                                      | Regno Unito | Partito Conservatore                                                      | DE     |
| Roger Fajardie                                    | Francia     | Partito Socialista                                                        | SOC    |
| Alexander C. Falconer                             | Regno Unito | Partito Laburista                                                         | SOC    |
| Guido Fanti                                       | Italia      | Partito Comunista Italiano                                                | COM    |
| André Fanton                                      | Francia     | Unione dell'Opposizione (Raggruppamento per la Repubblica)                | ADE    |
| Léon Fatous                                       | Francia     | Partito Socialista                                                        | SOC    |
| Ludwig Fellermaier                                | Germania    | Partito Socialdemocratico di Germania                                     | SOC    |
| Basil De Ferranti                                 | Regno Unito | Partito Conservatore                                                      | DE     |
| Ove Fich                                          | Danimarca   | Socialdemocratici                                                         | SOC    |
| Gene Fitzgerald                                   | Irlanda     | Fianna Fáil                                                               | ADE    |
| James (Jim) Fitzsimons                            | Irlanda     | Fianna Fáil                                                               | ADE    |
| Seán Flanagan                                     | Irlanda     | Fianna Fáil                                                               | ADE    |
| Colette Flesch                                    | Lussemburgo | Partito Democratico                                                       | LD     |
| Gaston Flosse                                     | Francia     | Unione dell'Opposizione (Raggruppamento per la Repubblica)                | ADE    |
| Katharina Focke                                   | Germania    | Partito Socialdemocratico di Germania                                     | SOC    |
| Nicole Fontaine                                   | Francia     | Unione dell'Opposizione (Unione per la Democrazia Francese)               | PPE    |
| Glyn Ford                                         | Regno Unito | Partito Laburista                                                         | SOC    |
| Roberto Formigoni                                 | Italia      | Democrazia Cristiana                                                      | PPE    |
| Otmar Franz                                       | Germania    | Unione Cristiano-Democratica di Germania                                  | PPE    |
| Bruno Friedrich                                   | Germania    | Partito Socialdemocratico di Germania                                     | SOC    |
| Ingo Friedrich                                    | Germania    | Unione Cristiano-Sociale in Baviera                                       | PPE    |
| Isidor W. Früh                                    | Germania    | Unione Cristiano-Democratica di Germania                                  | PPE    |
| Yvette M. Fuillet                                 | Francia     | Partito Socialista                                                        | SOC    |
| Colette Gadioux                                   | Francia     | Partito Socialista                                                        | SOC    |
| Gerardo Gaibisso                                  | Italia      | Democrazia Cristiana                                                      | PPE    |
| Yves A.R. Galland                                 | Francia     | Unione dell'Opposizione (Partito Repubblicano)                            | LD     |
| Max Gallo                                         | Francia     | Partito Socialista                                                        | SOC    |
| Carlo Alberto Galluzzi                            | Italia      | Partito Comunista Italiano                                                | COM    |
| Natalino Gatti                                    | Italia      | Partito Comunista Italiano                                                | COM    |
| Fritz Gautier                                     | Germania    | Partito Socialdemocratico di Germania                                     | SOC    |
| Jas Gawronski                                     | Italia      | PLI - PRI (Partito Repubblicano Italiano)                                 | LD     |
| Nikolaos Gazis                                    | Grecia      | Movimento Socialista Panellenico                                          | SOC    |
| Kyriakos Gerontopoulos                            | Grecia      | Nuova Democrazia                                                          | PPE    |
| Marietta Giannakou                                | Grecia      | Nuova Democrazia                                                          | PPE    |
| Giovanni Giavazzi                                 | Italia      | Democrazia Cristiana                                                      | PPE    |
| Vincenzo Giummarra                                | Italia      | Democrazia Cristiana                                                      | PPE    |
| Emmanouil Glezos                                  | Grecia      | Movimento Socialista Panellenico                                          | SOC    |
| Ernest Glinne                                     | Belgio      | Partito Socialista                                                        | SOC    |
| Friedrich-Wilhelm Graefe zu Baringdorf            | Germania    | I Verdi                                                                   | ARC    |
| Eva Gredal                                        | Danimarca   | Socialdemocratici                                                         | SOC    |
| Maxime François Gremetz                           | Francia     | Partito Comunista Francese                                                | COM    |
| (Win) Winston James Griffiths                     | Regno Unito | Partito Laburista                                                         | SOC    |
| Anselmo Guarraci                                  | Italia      | Partito Socialista Italiano                                               | SOC    |
| Guy Jean Guermeur                                 | Francia     | Unione dell'Opposizione (Raggruppamento per la Repubblica)                | ADE    |
| Benedikt Härlin                                   | Germania    | I Verdi                                                                   | ARC    |
| Wilhelm F.T. Hahn                                 | Germania    | Unione Cristiano-Democratica di Germania                                  | PPE    |
| Else Hammerich                                    | Danimarca   | Movimento Popolare contro la CEE                                          | ARC    |
| Klaus Hänsch                                      | Germania    | Partito Socialdemocratico di Germania                                     | SOC    |
| José H.G. Happart                                 | Belgio      | Partito Socialista                                                        | NI     |
| Brigitte Heinrich                                 | Germania    | I Verdi                                                                   | ARC    |
| Fernand H.J. Herman                               | Belgio      | Partito Sociale Cristiano                                                 | PPE    |
| Robert E.V. Hersant                               | Francia     | Unione dell'Opposizione (Unione per la Democrazia Francese)               | PPE    |
| Michael J. Hindley                                | Regno Unito | Partito Laburista                                                         | SOC    |
| Magdalene Hoff                                    | Germania    | Partito Socialdemocratico di Germania                                     | SOC    |
| Jacqueline Hoffmann                               | Francia     | Partito Comunista Francese                                                | COM    |
| Karl-Heinz Hoffmann                               | Germania    | Unione Cristiano-Democratica di Germania                                  | PPE    |
| Geoffrey W. Hoon                                  | Regno Unito | Partito Laburista                                                         | SOC    |
| Paul F. Howell                                    | Regno Unito | Partito Conservatore                                                      | DE     |
| Leslie J. Huckfield                               | Regno Unito | Partito Laburista                                                         | SOC    |
| Stephen Hughes                                    | Regno Unito | Partito Laburista                                                         | SOC    |
| John Hume                                         | Regno Unito | Partito Social Democratico e Laburista                                    | SOC    |
| Alasdair Henry Hutton                             | Regno Unito | Partito Conservatore                                                      | DE     |
| Antonio Iodice                                    | Italia      | Democrazia Cristiana                                                      | PPE    |
| Felice Ippolito                                   | Italia      | Partito Comunista Italiano                                                | COM    |
| Caroline Jackson                                  | Regno Unito | Partito Conservatore                                                      | DE     |
| Christopher Murray Jackson                        | Regno Unito | Partito Conservatore                                                      | DE     |
| Erhard V. Jakobsen                                | Danimarca   | Democratici di Centro                                                     | PPE    |
| Marie Jepsen                                      | Danimarca   | Partito Popolare Conservatore                                             | DE     |
| Lionel Jospin                                     | Francia     | Partito Socialista                                                        | SOC    |
| Alain Juppé                                       | Francia     | Unione dell'Opposizione (Raggruppamento per la Repubblica)                | ADE    |
| Michael L. Kilby                                  | Regno Unito | Partito Conservatore                                                      | DE     |
| Egon Klepsch                                      | Germania    | Unione Cristiano-Democratica di Germania                                  | PPE    |
| Jan Klinkenborg                                   | Germania    | Partito Socialdemocratico di Germania                                     | SOC    |
| Michael Klöckner                                  | Germania    | I Verdi                                                                   | ARC    |
| Willy H.G.J.M. Kuijpers                           | Belgio      | Unione Popolare                                                           | ARC    |
| Leonidas Kyrkos                                   | Grecia      | Partito Comunista di Grecia dell'Interno                                  | COM    |
| (Paddy) Patrick Joseph Lalor                      | Irlanda     | Fianna Fáil                                                               | ADE    |
| Panayotis Lambrias                                | Grecia      | Nuova Democrazia                                                          | PPE    |
| Horst Langes                                      | Germania    | Unione Cristiano-Democratica di Germania                                  | PPE    |
| Jessica Larive                                    | Paesi Bassi | Partito Popolare per la Libertà e la Democrazia                           | LD     |
| Jean A.F. Lecanuet                                | Francia     | Unione dell'Opposizione (Unione per la Democrazia Francese)               | PPE    |
| Jean-Marie Le Chevallier                          | Francia     | Fronte Nazionale                                                          | GDE    |
| Olivier Lefèvre d'Ormesson                        | Francia     | Fronte Nazionale                                                          | GDE    |
| Martine Lehideux                                  | Francia     | Fronte Nazionale                                                          | GDE    |
| Eileen Lemass                                     | Irlanda     | Fianna Fáil                                                               | ADE    |
| Gerd Ludwig Lemmer                                | Germania    | Unione Cristiano-Democratica di Germania                                  | PPE    |
| Marcelle Lentz-Cornette                           | Lussemburgo | Partito Popolare Cristiano Sociale                                        | PPE    |
| Marlene Lenz                                      | Germania    | Unione Cristiano-Democratica di Germania                                  | PPE    |
| Jean-Marie Le Pen                                 | Francia     | Fronte Nazionale                                                          | GDE    |
| Marie-Noëlle Lienemann                            | Francia     | Partito Socialista                                                        | SOC    |
| Giosuè Ligios                                     | Italia      | Democrazia Cristiana                                                      | PPE    |
| Salvatore Lima                                    | Italia      | Democrazia Cristiana                                                      | PPE    |
| Rolf Linkohr                                      | Germania    | Partito Socialdemocratico di Germania                                     | SOC    |
| Anne-Marie Lizin                                  | Belgio      | Partito Socialista                                                        | SOC    |
| Alfred Lomas                                      | Regno Unito | Partito Laburista                                                         | SOC    |
| Gérard Longuet                                    | Francia     | Unione dell'Opposizione (Partito Repubblicano)                            | LD     |
| Charles-Emile Loo                                 | Francia     | Partito Socialista                                                        | SOC    |
| Hendrik J. Louwes                                 | Paesi Bassi | Partito Popolare per la Libertà e la Democrazia                           | LD     |
| Rudolf Luster                                     | Germania    | Unione Cristiano-Democratica di Germania                                  | PPE    |
| Finn Lynge                                        | Danimarca   | Siumut                                                                    | SOC    |
| John Joseph McCartin                              | Irlanda     | Fine Gael                                                                 | PPE    |
| Michael McGowan                                   | Regno Unito | Partito Laburista                                                         | SOC    |
| Hugh R. McMahon                                   | Regno Unito | Partito Laburista                                                         | SOC    |
| Edward Mcmillan-Scott                             | Regno Unito | Partito Conservatore                                                      | DE     |
| Ray MacSharry                                     | Irlanda     | Fianna Fáil                                                               | ADE    |
| Emmanuel P.M. Maffre-Baugé                        | Francia     | Partito Comunista Francese                                                | COM    |
| Thomas Joseph Maher                               | Irlanda     | Indipendente                                                              | LD     |
| Hanja Maij-Weggen                                 | Paesi Bassi | Appello Cristiano Democratico                                             | PPE    |
| Kurt Malangré                                     | Germania    | Unione Cristiano-Democratica di Germania                                  | PPE    |
| Philippe Malaud                                   | Francia     | Unione dell'Opposizione (Raggruppamento per la Repubblica- CNIP)          | ADE    |
| Christian De La Malène                            | Francia     | Unione dell'Opposizione (Raggruppamento per la Repubblica)                | ADE    |
| Jacques Mallet                                    | Francia     | Unione dell'Opposizione (Unione per la Democrazia Francese)               | PPE    |
| Jean-François Mancel                              | Francia     | Unione dell'Opposizione (Raggruppamento per la Repubblica)                | ADE    |
| Georges Marchais                                  | Francia     | Partito Comunista Francese                                                | COM    |
| Pol M.E.E. Marck                                  | Belgio      | Partito Popolare Cristiano                                                | PPE    |
| Francesca Marinaro                                | Italia      | Partito Comunista Italiano                                                | COM    |
| John Leslie Marshall                              | Regno Unito | Partito Conservatore                                                      | DE     |
| Claudio Martelli                                  | Italia      | Partito Socialista Italiano                                               | SOC    |
| David Martin                                      | Regno Unito | Partito Laburista                                                         | SOC    |
| Simone M.M. Martin                                | Francia     | Unione dell'Opposizione (Partito Repubblicano)                            | LD     |
| Renato Massari                                    | Italia      | Partito Socialista Democratico Italiano                                   | SOC    |
| Vincenzo Mattina                                  | Italia      | Partito Socialista Italiano                                               | SOC    |
| Geōrgios Mavros                                   | Grecia      | Movimento Socialista Panellenico                                          | SOC    |
| Thomas Megahy                                     | Regno Unito | Partito Laburista                                                         | SOC    |
| Meinolf Mertens                                   | Germania    | Unione Cristiano-Democratica di Germania                                  | PPE    |
| Alman Metten                                      | Paesi Bassi | Partito del Lavoro                                                        | SOC    |
| Alberto Michelini                                 | Italia      | Democrazia Cristiana                                                      | PPE    |
| Karl-Heinrich Mihr                                | Germania    | Partito Socialdemocratico di Germania                                     | SOC    |
| Alfeo Mizzau                                      | Italia      | Democrazia Cristiana                                                      | PPE    |
| Poul Møller                                       | Danimarca   | Partito Popolare Conservatore                                             | DE     |
| Emilio Molinari                                   | Italia      | Democrazia Proletaria                                                     | ARC    |
| James Moorhouse                                   | Regno Unito | Partito Conservatore                                                      | DE     |
| Alberto Moravia                                   | Italia      | Partito Comunista Italiano                                                | COM    |
| Giovanni Moroni                                   | Italia      | Partito Socialista Democratico Italiano                                   | SOC    |
| David R. Morris                                   | Regno Unito | Partito Laburista                                                         | SOC    |
| Didier Motchane                                   | Francia     | Partito Socialista                                                        | SOC    |
| Jean Mouchel                                      | Francia     | Unione dell'Opposizione (Raggruppamento per la Repubblica)                | ADE    |
| Ernest Mühlen                                     | Lussemburgo | Partito Popolare Cristiano Sociale                                        | PPE    |
| Werner Münch                                      | Germania    | Unione Cristiano-Democratica di Germania                                  | PPE    |
| Hemmo J. Muntingh                                 | Paesi Bassi | Partito del Lavoro                                                        | SOC    |
| François Musso                                    | Francia     | Unione dell'Opposizione (Raggruppamento per la Repubblica)                | ADE    |
| Alessandro Natta                                  | Italia      | Partito Comunista Italiano                                                | COM    |
| Arthur Stanley Newens                             | Regno Unito | Partito Laburista                                                         | SOC    |
| Edward Newman                                     | Regno Unito | Partito Laburista                                                         | SOC    |
| Bill Newton Dunn                                  | Regno Unito | Partito Conservatore                                                      | DE     |
| Jørgen Brøndlund Nielsen                          | Danimarca   | Venstre                                                                   | LD     |
| Tove Nielsen                                      | Danimarca   | Venstre                                                                   | LD     |
| Hans R. Nord                                      | Paesi Bassi | Partito Popolare per la Libertà e la Democrazia                           | LD     |
| Jean-Thomas Nordmann                              | Francia     | Unione dell'Opposizione (Unione per la Democrazia Francese- PR)           | LD     |
| Sir Tom Normanton                                 | Regno Unito | Partito Conservatore                                                      | DE     |
| Diego Novelli                                     | Italia      | Partito Comunista Italiano                                                | COM    |
| Tom G. O'Donnell                                  | Irlanda     | Fine Gael                                                                 | PPE    |
| The Lord O'Hagan                                  | Regno Unito | Partito Conservatore                                                      | DE     |
| Jeanette Oppenheim                                | Danimarca   | Partito Popolare Conservatore                                             | DE     |
| Ian RK Paisley                                    | Regno Unito | Partito Unionista Democratico                                             | NI     |
| Gian Carlo Pajetta                                | Italia      | Partito Comunista Italiano                                                | COM    |
| Marco Pannella                                    | Italia      | Partito Radicale                                                          | NI     |
| Konstantina Pantazi                               | Grecia      | Movimento Socialista Panellenico                                          | SOC    |
| Giovanni Papapietro                               | Italia      | Partito Comunista Italiano                                                | COM    |
| Christos Papoutsis                                | Grecia      | Movimento Socialista Panellenico                                          | SOC    |
| Eolo Parodi                                       | Italia      | Democrazia Cristiana                                                      | PPE    |
| Jean-Claude Pasty                                 | Francia     | Unione dell'Opposizione (Raggruppamento per la Repubblica)                | ADE    |
| (Ben) George Benjamin Patterson                   | Regno Unito | Partito Conservatore                                                      | DE     |
| Andrew Pearce                                     | Regno Unito | Partito Conservatore                                                      | DE     |
| Jiří Pelikán                                      | Italia      | Partito Socialista Italiano                                               | SOC    |
| Jean J.M. Penders                                 | Paesi Bassi | Appello Cristiano Democratico                                             | PPE    |
| Nicole Péry                                       | Francia     | Partito Socialista                                                        | SOC    |
| (Hans) Johannes Wilhelm Peters                    | Germania    | Partito Socialdemocratico di Germania                                     | SOC    |
| Francesco Petronio                                | Italia      | Movimento Sociale Italiano - Destra Nazionale                             | GDE    |
| Gabriele Peus                                     | Germania    | Unione Cristiano-Democratica di Germania                                  | PPE    |
| Gero Pfennig                                      | Germania    | Unione Cristiano-Democratica di Germania                                  | PPE    |
| Pierre Pflimlin                                   | Francia     | Unione dell'Opposizione (Unione per la Democrazia Francese- CDS)          | PPE    |
| Dorothee Piermont                                 | Germania    | I Verdi                                                                   | ARC    |
| Sergio Pininfarina                                | Italia      | PLI - PRI (Partito Liberale Italiano)                                     | LD     |
| René-Emile Piquet                                 | Francia     | Partito Comunista Francese                                                | COM    |
| Fritz Pirkl                                       | Germania    | Unione Cristiano-Sociale in Baviera                                       | PPE    |
| Ferruccio Pisoni                                  | Italia      | Democrazia Cristiana                                                      | PPE    |
| Nino Pisoni                                       | Italia      | Democrazia Cristiana                                                      | PPE    |
| Terrence J. (Terry) Pitt                          | Regno Unito | Partito Laburista                                                         | SOC    |
| Spyridon Plaskovitis                              | Grecia      | Movimento Socialista Panellenico                                          | SOC    |
| The Lord Plumb                                    | Regno Unito | Partito Conservatore                                                      | DE     |
| Hans Poetschki                                    | Germania    | Unione Cristiano-Democratica di Germania                                  | PPE    |
| Mario Pomilio                                     | Italia      | Democrazia Cristiana                                                      | PPE    |
| Michel C. Poniatowski                             | Francia     | Unione dell'Opposizione (Unione per la Democrazia Francese)               | LD     |
| Bernard Pons                                      | Francia     | Unione dell'Opposizione (Raggruppamento per la Repubblica)                | ADE    |
| Gustave A. Pordea                                 | Francia     | Fronte Nazionale                                                          | GDE    |
| Hans-Gert Pöttering                               | Germania    | Unione Cristiano-Democratica di Germania                                  | PPE    |
| Derek Prag                                        | Regno Unito | Partito Conservatore                                                      | DE     |
| Pierre-Benjamin Pranchère                         | Francia     | Partito Comunista Francese                                                | COM    |
| Peter N. Price                                    | Regno Unito | Partito Conservatore                                                      | DE     |
| Sir Christopher J. Prout (Lord Kingsland)         | Regno Unito | Partito Conservatore                                                      | DE     |
| James L.C. Provan                                 | Regno Unito | Partito Conservatore                                                      | DE     |
| Joyce G. Quin                                     | Regno Unito | Partito Laburista                                                         | SOC    |
| Renate-Charlotte Rabbethge                        | Germania    | Unione Cristiano-Democratica di Germania                                  | PPE    |
| Thomas Raftery                                    | Irlanda     | Fine Gael                                                                 | PPE    |
| Andrea Raggio                                     | Italia      | Partito Comunista Italiano                                                | COM    |
| Alfredo Reichlin                                  | Italia      | Partito Comunista Italiano                                                | COM    |
| Marcel Gh.A.A. Remacle                            | Belgio      | Partito Socialista                                                        | SOC    |
| Mario Rigo                                        | Italia      | Partito Socialista Italiano                                               | SOC    |
| Günter Rinsche                                    | Germania    | Unione Cristiano-Democratica di Germania                                  | PPE    |
| Dame Shelagh Roberts                              | Regno Unito | Partito Conservatore                                                      | DE     |
| François M.G.A.Ch.F. Roelants Du Vivier           | Belgio      | Ecolo                                                                     | ARC    |
| Dieter Rogalla                                    | Germania    | Partito Socialdemocratico di Germania                                     | SOC    |
| Rosario Romeo                                     | Italia      | PLI - PRI (Partito Liberale Italiano)                                     | LD     |
| Georgios Romeos                                   | Grecia      | Movimento Socialista Panellenico                                          | SOC    |
| Pino Romualdi                                     | Italia      | Movimento Sociale Italiano - Destra Nazionale                             | GDE    |
| Giorgio Rossetti                                  | Italia      | Partito Comunista Italiano                                                | COM    |
| André Rossi                                       | Francia     | Unione dell'Opposizione (Partito Repubblicano)                            | LD     |
| Mechtild Rothe                                    | Germania    | Partito Socialdemocratico di Germania                                     | SOC    |
| Willi Rothley                                     | Germania    | Partito Socialdemocratico di Germania                                     | SOC    |
| Jean-Pierre Roux                                  | Francia     | Unione dell'Opposizione (Raggruppamento per la Repubblica)                | ADE    |
| Richie Ryan                                       | Irlanda     | Fine Gael                                                                 | PPE    |
| Henri Saby                                        | Francia     | Partito Socialista                                                        | SOC    |
| Bernhard Sälzer                                   | Germania    | Unione Cristiano-Democratica di Germania                                  | PPE    |
| Jannis Sakellariou                                | Germania    | Partito Socialdemocratico di Germania                                     | SOC    |
| Heinke Salisch                                    | Germania    | Partito Socialdemocratico di Germania                                     | SOC    |
| Dieter P.A. Schinzel                              | Germania    | Partito Socialdemocratico di Germania                                     | SOC    |
| Ursula Schleicher                                 | Germania    | Unione Cristiano-Sociale in Baviera                                       | PPE    |
| Gerhard Schmid                                    | Germania    | Partito Socialdemocratico di Germania                                     | SOC    |
| Lydie Schmit                                      | Lussemburgo | Partito Operaio Socialista Lussemburghese                                 | SOC    |
| Konrad Schön                                      | Germania    | Unione Cristiano-Democratica di Germania                                  | PPE    |
| Heinz Schreiber                                   | Germania    | Partito Socialdemocratico di Germania                                     | SOC    |
| Frank Schwalba-Hoth                               | Germania    | I Verdi                                                                   | ARC    |
| Sir James Scott-Hopkins                           | Regno Unito | Partito Conservatore                                                      | DE     |
| Christiane Scrivener                              | Francia     | Unione dell'Opposizione (Partito Repubblicano)                            | LD     |
| Barry H. Seal                                     | Regno Unito | Partito Laburista                                                         | SOC    |
| Horst Seefeld                                     | Germania    | Partito Socialdemocratico di Germania                                     | SOC    |
| Hans-Joachim Seeler                               | Germania    | Partito Socialdemocratico di Germania                                     | SOC    |
| Sergio Camillo Segre                              | Italia      | Partito Comunista Italiano                                                | COM    |
| Lieselotte Seibel-Emmerling                       | Germania    | Partito Socialdemocratico di Germania                                     | SOC    |
| Madron Richard Seligman                           | Regno Unito | Partito Conservatore                                                      | DE     |
| Gustavo Selva                                     | Italia      | Democrazia Cristiana                                                      | PPE    |
| Alexander Sherlock                                | Regno Unito | Partito Conservatore                                                      | DE     |
| Richard J. Simmonds                               | Regno Unito | Partito Conservatore                                                      | DE     |
| Barbara Simons                                    | Germania    | Partito Socialdemocratico di Germania                                     | SOC    |
| Anthony M.H. Simpson                              | Regno Unito | Partito Conservatore                                                      | DE     |
| Llewellyn T. Smith                                | Regno Unito | Partito Laburista                                                         | SOC    |
| Leopold Späth                                     | Germania    | Unione Cristiano-Democratica di Germania                                  | PPE    |
| Altiero Spinelli                                  | Italia      | Partito Comunista Italiano                                                | COM    |
| Vera Squarcialupi                                 | Italia      | Partito Comunista Italiano                                                | COM    |
| Paul M.J. Staes                                   | Belgio      | Agalev                                                                    | ARC    |
| Giovanni Starita                                  | Italia      | Democrazia Cristiana                                                      | PPE    |
| Graf von Franz Ludwig, Schenk Stauffenberg        | Germania    | Unione Cristiano-Sociale in Baviera                                       | PPE    |
| George W. Stevenson                               | Regno Unito | Partito Laburista                                                         | SOC    |
| Kenneth A Stewart                                 | Regno Unito | Partito Laburista                                                         | SOC    |
| Sir Jack Stewart-Clark                            | Regno Unito | Partito Conservatore                                                      | DE     |
| Jean-Pierre Stirbois                              | Francia     | Fronte Nazionale                                                          | GDE    |
| Georges Sutra De Germa                            | Francia     | Partito Socialista                                                        | SOC    |
| John David Taylor                                 | Regno Unito | Partito Unionista dell'Ulster                                             | DE     |
| Bernard Thareau                                   | Francia     | Partito Socialista                                                        | SOC    |
| Jacqueline Thome-Patenotre                        | Francia     | Unione dell'Opposizione (Raggruppamento per la Repubblica- PR)            | ADE    |
| Carlo Tognoli                                     | Italia      | Partito Socialista Italiano                                               | SOC    |
| Claus Toksvig                                     | Danimarca   | Partito Popolare Conservatore                                             | DE     |
| Teun Tolman                                       | Paesi Bassi | Appello Cristiano Democratico                                             | PPE    |
| The Lord John E. Tomlinson                        | Regno Unito | Partito Laburista                                                         | SOC    |
| Carole Tongue                                     | Regno Unito | Partito Laburista                                                         | SOC    |
| Günter Topmann                                    | Germania    | Partito Socialdemocratico di Germania                                     | SOC    |
| Enzo Tortora                                      | Italia      | Partito Radicale                                                          | NI     |
| Michel A.E.J. Toussaint                           | Belgio      | Partito Riformatore Liberale                                              | LD     |
| Antonino Tripodi                                  | Italia      | Movimento Sociale Italiano - Destra Nazionale                             | GDE    |
| Renzo Trivelli                                    | Italia      | Partito Comunista Italiano                                                | COM    |
| Osvalda Trupia                                    | Italia      | Partito Comunista Italiano                                                | COM    |
| Frederick A. Tuckman                              | Regno Unito | Partito Conservatore                                                      | DE     |
| Amédée E. Turner                                  | Regno Unito | Partito Conservatore                                                      | DE     |
| Ioannis Tzounis                                   | Grecia      | Nuova Democrazia                                                          | PPE    |
| Jef L.E. Ulburghs                                 | Belgio      | Partito Socialista Differente                                             | NI     |
| Maurizio Valenzi                                  | Italia      | Partito Comunista Italiano                                                | COM    |
| Jochen van Aerssen                                | Germania    | Unione Cristiano-Democratica di Germania                                  | PPE    |
| Jaak H.-A. Vandemeulebroucke                      | Belgio      | Unione Popolare                                                           | ARC    |
| Ien van den Heuvel                                | Paesi Bassi | Partito del Lavoro                                                        | SOC    |
| Bram van der Lek                                  | Paesi Bassi | Accordo Progressista Verde (Partito Pacifista-Socialista)                 | ARC    |
| Leen van der Waal                                 | Paesi Bassi | Partito Politico Riformato                                                | NI     |
| Marijke van Hemeldonck                            | Belgio      | Partito Socialista Differente                                             | SOC    |
| Karel A.L.H. Van Miert                            | Belgio      | Partito Socialista Differente                                             | SOC    |
| Yvonne van Rooy                                   | Paesi Bassi | Appello Cristiano Democratico                                             | PPE    |
| Sir Peter B.R. Vanneck                            | Regno Unito | Partito Conservatore                                                      | DE     |
| Grigorios Varfis                                  | Grecia      | Movimento Socialista Panellenico                                          | SOC    |
| Marie-Claude Vayssade                             | Francia     | Partito Socialista                                                        | SOC    |
| Simone Veil                                       | Francia     | Unione dell'Opposizione (Unione per la Democrazia Francese)               | LD     |
| Herman A. Verbeek                                 | Paesi Bassi | Accordo Progressista Verde (Partito Politico dei Radicali)                | ARC    |
| Willem J. Vergeer                                 | Paesi Bassi | Appello Cristiano Democratico                                             | PPE    |
| Paul Vergès                                       | Francia     | Partito Comunista Francese                                                | COM    |
| Jacques Vernier                                   | Francia     | Unione dell'Opposizione (Raggruppamento per la Repubblica)                | ADE    |
| Willy Vernimmen                                   | Belgio      | Partito Socialista Differente                                             | SOC    |
| Heinz Oskar Vetter                                | Germania    | Partito Socialdemocratico di Germania                                     | SOC    |
| Nikolaos Vgenopoulos                              | Grecia      | Movimento Socialista Panellenico                                          | SOC    |
| Phili Viehoff                                     | Paesi Bassi | Partito del Lavoro                                                        | SOC    |
| Ben Visser                                        | Paesi Bassi | Partito del Lavoro                                                        | SOC    |
| Kurt Vittinghoff                                  | Germania    | Partito Socialdemocratico di Germania                                     | SOC    |
| Philipp von Bismarck                              | Germania    | Unione Cristiano-Democratica di Germania                                  | PPE    |
| Thomas von der Vring                              | Germania    | Partito Socialdemocratico di Germania                                     | SOC    |
| Otto von Habsburg                                 | Germania    | Unione Cristiano-Sociale in Baviera                                       | PPE    |
| Karl von Wogau                                    | Germania    | Unione Cristiano-Democratica di Germania                                  | PPE    |
| Manfred W. Wagner                                 | Germania    | Partito Socialdemocratico di Germania                                     | SOC    |
| Gerd Walter                                       | Germania    | Partito Socialdemocratico di Germania                                     | SOC    |
| Kurt Wawrzik                                      | Germania    | Unione Cristiano-Democratica di Germania                                  | PPE    |
| Beate Weber                                       | Germania    | Partito Socialdemocratico di Germania                                     | SOC    |
| Rudolf Wedekind                                   | Germania    | Unione Cristiano-Democratica di Germania                                  | PPE    |
| Michael J. Welsh                                  | Regno Unito | Partito Conservatore                                                      | DE     |
| Norman West                                       | Regno Unito | Partito Laburista                                                         | SOC    |
| Klaus H.W. Wettig                                 | Germania    | Partito Socialdemocratico di Germania                                     | SOC    |
| Heidemarie Wieczorek-Zeul                         | Germania    | Partito Socialdemocratico di Germania                                     | SOC    |
| Florus A. Wijsenbeek                              | Paesi Bassi | Partito Popolare per la Libertà e la Democrazia                           | LD     |
| Claude Wolff                                      | Francia     | Unione dell'Opposizione (Unione per la Democrazia Francese)               | LD     |
| Eisso P. Woltjer                                  | Paesi Bassi | Partito del Lavoro                                                        | SOC    |
| Francis Wurtz                                     | Francia     | Partito Comunista Francese                                                | COM    |
| Mario Zagari                                      | Italia      | Partito Socialista Italiano                                               | SOC    |
| Hans-Jürgen Zahorka                               | Germania    | Unione Cristiano-Democratica di Germania                                  | PPE    |
| Axel N. Zarges                                    | Germania    | Unione Cristiano-Democratica di Germania                                  | PPE    |

## Modifiche intervenute nella composizione

### Europarlamentari uscenti e subentranti
| Uscente                                | Entrante                            | Stato       | Lista                                                                              | Gruppo | Data       |
| -------------------------------------- | ----------------------------------- | ----------- | ---------------------------------------------------------------------------------- | ------ | ---------- |
| Evangelos Averoff                      | Konstantinos Stavrou                | Grecia      | Nuova Democrazia                                                                   | PPE    | 27.07.1984 |
| Emma Bonino                            | Roberto Cicciomessere               | Italia      | Partito Radicale                                                                   | NI     | 12.09.1984 |
| Jürgen Brinckmeier                     | Rüdiger Hitzigrath                  | Germania    | Partito Socialdemocratico di Germania                                              | SOC    | 18.12.1984 |
| Finn Lynge                             | John Iversen                        | Danimarca   | Partito Popolare Socialista                                                        | COM    | 01.01.1985 |
| Grigoris Varfis                        | Leonidas Lagakos                    | Grecia      | Movimento Socialista Panellenico                                                   | SOC    | 08.01.1985 |
| Leonidas Kyrkos                        | Konstantinos Filinis                | Grecia      | Partito Comunista di Grecia (Sinistra Greca)                                       | COM    | 28.01.1985 |
| Manolis Glezos                         | Spiridon Kolokotronis               | Grecia      | Movimento Socialista Panellenico                                                   | SOC    | 28.01.1985 |
| Alfredo Reichlin                       | Tommaso Rossi                       | Italia      | Partito Comunista Italiano                                                         | COM    | 28.01.1985 |
| Bernard Pons                           | Alain Marleix                       | Francia     | Unione dell'Opposizione (Raggruppamento per la Repubblica)                         | ADE    | 01.05.1985 |
| Emilio Molinari                        | Alberto Tridente                    | Italia      | Democrazia Proletaria                                                              | ARC    | 24.09.1985 |
| Colette Flesch                         | Lydie Polfer                        | Lussemburgo | Partito Democratico                                                                | LD     | 09.10.1985 |
| Karel A.L.H. Van Miert                 | Alfons Boesmans                     | Belgio      | Partito Socialista Differente                                                      | SOC    | 04.11.1985 |
| Daniel Ducarme                         | Anne André-Léonard                  | Belgio      | Partito Riformatore Liberale                                                       | LD     | 12.11.1985 |
| Gero Pfennig                           | Wolfgang Hackel                     | Germania    | Unione Cristiano-Democratica di Germania                                           | PPE    | 02.12.1985 |
| Nikolaos Vgenopoulos                   | Nikolaos Papakyriazis               | Grecia      | Movimento Socialista Panellenico                                                   | SOC    | 31.12.1985 |
| Dimitrios Evrigenis                    | Georgios Saridakis                  | Grecia      | Nuova Democrazia                                                                   | PPE    | 28.01.1986 |
| Gérard Longuet                         | Roland Blum                         | Francia     | Unione dell'Opposizione (Unione per la Democrazia Francese)                        | LD     | 20.03.1986 |
| Alain Carignon                         | Roger Gauthier                      | Francia     | Unione dell'Opposizione (Raggruppamento per la Repubblica)                         | ADE    | 20.03.1986 |
| Gaston Flosse                          | Pierre Lataillade                   | Francia     | Unione dell'Opposizione (Raggruppamento per la Repubblica)                         | ADE    | 20.03.1986 |
| Alain Juppé                            | Jean-Marie Vanlerenberghe           | Francia     | Unione dell'Opposizione (Unione per la Democrazia Francese)                        | PPE    | 20.03.1986 |
| Jean-François Deniau                   | Paulin-Christian Bruné              | Francia     | Unione dell'Opposizione (Unione per la Democrazia Francese)                        | ADE    | 02.04.1986 |
| Jean-Pierre Stirbois                   | Gilbert Devèze                      | Francia     | Fronte Nazionale                                                                   | GDE    | 16.04.1986 |
| Dominique Chaboche                     | Roland Goguillot                    | Francia     | Fronte Nazionale                                                                   | GDE    | 16.04.1986 |
| Maxime Gremetz                         | Louis Baillot                       | Francia     | Partito Comunista Francese                                                         | COM    | 30.04.1986 |
| Jacqueline Hoffmann                    | Sylvie Mayer                        | Francia     | Partito Comunista Francese                                                         | COM    | 30.04.1986 |
| Richie Ryan                            | (Chris) Christopher Gerard O'Malley | Irlanda     | Fine Gael                                                                          | PPE    | 03.06.1986 |
| Altiero Spinelli                       | Carlo Alberto Graziani              | Italia      | Partito Comunista Italiano                                                         | COM    | 20.06.1986 |
| Paulin Bruné                           | Jean-Pierre Cassabel                | Francia     | Unione dell'Opposizione (Raggruppamento per la Repubblica)                         | ADE    | 01.07.1986 |
| Yves Galland                           | André Fourçans                      | Francia     | Unione dell'Opposizione (Unione per la Democrazia Francese)                        | LD     | 19.08.1986 |
| André Rossi                            | Robert Delorozoy                    | Francia     | Unione dell'Opposizione (Unione per la Democrazia Francese)                        | LD     | 06.09.1986 |
| Poul Møller                            | Lars Poulsen                        | Danimarca   | Partito Popolare Conservatore                                                      | DE     | 13.10.1986 |
| Yvonne M.C.Th. van Rooy                | James L. Janssen van Raay           | Paesi Bassi | Appello Cristiano Democratico                                                      | PPE    | 05.11.1986 |
| Pierre Bernard-Reymond                 | Raymond Tourrain                    | Francia     | Unione dell'Opposizione (Raggruppamento per la Repubblica)                         | ADE    | 05.12.1986 |
| Jean-François Mancel                   | Charles E. Baur                     | Francia     | Unione dell'Opposizione (Unione per la Democrazia Francese)                        | LD     | 12.12.1986 |
| Herman A. Verbeek                      | Nel van Dijk                        | Paesi Bassi | Accordo Progressista Verde (Partito Comunista dei Paesi Bassi)                     | ARC    | 17.12.1986 |
| Renato Massari                         | Ettore Giovanni Andenna             | Italia      | Partito Socialista Democratico Italiano                                            | SOC    | 02.02.1987 |
| Fritz Gautier                          | Werner Amberg                       | Germania    | Partito Socialdemocratico di Germania                                              | SOC    | 13.02.1987 |
| Frank Schwalba-Hoth                    | Wilfried Telkämper                  | Germania    | I Verdi                                                                            | ARC    | 19.02.1987 |
| Dorothee Piermont                      | Wolfgang von Nostitz                | Germania    | I Verdi                                                                            | ARC    | 28.02.1987 |
| Heidemarie Wieczorek-Zeul              | Barbara Schmidbauer                 | Germania    | Partito Socialdemocratico di Germania                                              | SOC    | 03.03.1987 |
| Terry Pitt                             | John A.W. Bird                      | Regno Unito | Partito Laburista                                                                  | SOC    | 05.03.1987 |
| Ray MacSharry                          | Mark Killilea                       | Irlanda     | Fianna Fáil                                                                        | ADE    | 24.03.1987 |
| Jean-Pierre Roux                       | Roger Partrat                       | Francia     | Unione dell'Opposizione (Unione per la Democrazia Francese - CDS)                  | PPE    | 01.04.1987 |
| Roland Blum                            | Hubert Jean Buchou                  | Francia     | Unione dell'Opposizione (Raggruppamento per la Repubblica)                         | ADE    | 04.04.1987 |
| Rosario Romeo                          | Francesco Compasso                  | Italia      | PLI - PRI (Partito Liberale Italiano)                                              | LD     | 08.04.1987 |
| Michel de Camaret                      | Roger Palmieri                      | Francia     | Fronte Nazionale                                                                   | GDE    | 01.07.1987 |
| Bruno Friedrich                        | Lore Neugebauer                     | Germania    | Partito Socialdemocratico di Germania                                              | SOC    | 03.07.1987 |
| Jørgen Bøgh                            | Birgit Bjørnvig                     | Danimarca   | Movimento Popolare contro la CEE                                                   | ARC    | 01.09.1987 |
| Roger Fajardie                         | Jean-Marie Alexandre                | Francia     | Partito Socialista                                                                 | SOC    | 09.09.1987 |
| Nicole Chouraqui                       | Gérard Benhamou                     | Francia     | Unione dell'Opposizione (Unione per la Democrazia Francese - Partito Radicale)     | LD     | 09.09.1987 |
| Erhard V. Jakobsen                     | Peter Klaus Duetoft                 | Danimarca   | Democratici di Centro                                                              | PPE    | 10.09.1987 |
| Carlo Tognoli                          | Margherita Boniver                  | Italia      | Partito Socialista Italiano                                                        | SOC    | 15.09.1987 |
| Wilhelm F.T. Hahn                      | Diemut Theato                       | Germania    | Unione Cristiano-Democratica di Germania                                           | PPE    | 05.10.1987 |
| Dimitrios Adamou                       | Dimitrios Dessylas                  | Grecia      | Partito Comunista di Grecia                                                        | COM    | 06.10.1987 |
| Jean-Pierre Cassabel                   | Christiane Papon                    | Francia     | Unione dell'Opposizione (Raggruppamento per la Repubblica)                         | ADE    | 29.10.1987 |
| Friedrich-Wilhelm Graefe zu Baringdorf | Jakob von Uexküll                   | Germania    | I Verdi                                                                            | ARC    | 05.11.1987 |
| Brigitte Heinrich                      | Egbert Nitsch                       | Germania    | I Verdi                                                                            | ARC    | 11.01.1988 |
| Diego Novelli                          | Bruno Ferrero                       | Italia      | Partito Comunista Italiano                                                         | COM    | 31.01.1988 |
| Heinrich Aigner                        | Günther Müller                      | Germania    | Unione Cristiano-Sociale in Baviera                                                | PPE    | 01.04.1988 |
| Emma Bonino                            | Giovanni Negri                      | Italia      | Partito Radicale                                                                   | NI     | 13.04.1988 |
| Lydie Schmit                           | Joseph Wohlfart                     | Lussemburgo | Partito Operaio Socialista Lussemburghese                                          | SOC    | 28.04.1988 |
| Anne-Marie Lizin                       | Claude J.-M.J. Desama               | Belgio      | Partito Socialista                                                                 | SOC    | 10.05.1988 |
| Lionel Jospin                          | Jean E. Crusol                      | Francia     | Partito Socialista                                                                 | SOC    | 16.05.1988 |
| Ciriaco De Mita                        | Antonio Del Duca                    | Italia      | Democrazia Cristiana                                                               | PPE    | 16.05.1988 |
| Pino Romualdi                          | Giulio Maceratini                   | Italia      | Movimento Sociale Italiano - Destra Nazionale                                      | GDE    | 06.06.1988 |
| Giorgio Almirante                      | Silvio Vitale                       | Italia      | Movimento Sociale Italiano - Destra Nazionale                                      | GDE    | 06.06.1988 |
| Michelangelo Ciancaglini               | Giovanni Travaglini                 | Italia      | Democrazia Cristiana                                                               | PPE    | 14.06.1988 |
| Jean-Paul Bachy                        | Martine Buron                       | Francia     | Partito Socialista                                                                 | SOC    | 01.07.1988 |
| Dominique Baudis                       | Stéphane Dermaux                    | Francia     | Unione dell'Opposizione (Unione per la Democrazia Francese - Partito Repubblicano) | LD     | 01.07.1988 |
| Sergio Pininfarina                     | Giuseppe Schiavinato                | Italia      | PLI - PRI (Partito Repubblicano Italiano)                                          | LD     | 08.07.1988 |
| Marie-Noëlle Lienemann                 | Louis Chopier                       | Francia     | Partito Socialista                                                                 | SOC    | 21.07.1988 |
| Chrysanthos Dimitriadis                | Aristides Dimopoulos                | Grecia      | Unione Politica Nazionale                                                          | GDE    | 01.08.1988 |
| Jan Klinkenborg                        | Hans-Joachim Beckmann               | Germania    | Partito Socialdemocratico di Germania                                              | SOC    | 15.08.1988 |
| Antonino Tripodi                       | Antonio Nicola Cantalamessa         | Italia      | Movimento Sociale Italiano - Destra Nazionale                                      | GDE    | 01.09.1988 |
| Roger Partrat                          | Georges de Brémond d'Ars            | Francia     | Unione dell'Opposizione (Unione per la Democrazia Francese)                        | LD     | 09.09.1988 |
| Giulio Maceratini                      | Marco Cellai                        | Italia      | Movimento Sociale Italiano - Destra Nazionale                                      | GDE    | 07.10.1988 |
| Jean Lecanuet                          | Jean-Paul Hugot                     | Francia     | Unione dell'Opposizione (Raggruppamento per la Repubblica)                         | ADE    | 10.10.1988 |
| Peter Klaus Duetoft                    | Erhard V. Jakobsen                  | Danimarca   | Democratici di Centro                                                              | PPE    | 01.11.1988 |
| Claus Toksvig                          | Frode Kristoffersen                 | Danimarca   | Partito Popolare Conservatore                                                      | DE     | 06.11.1988 |
| Basil De Ferranti                      | Edward T. Kellett-Bowman            | Regno Unito | Partito Conservatore                                                               | DE     | 15.12.1988 |
| Anne-Marie Dupuy                       | Monique Badénes                     | Francia     | Unione dell'Opposizione (Unione per la Democrazia Francese)                        | PPE    | 06.01.1989 |
| Christiane Scrivener                   | Robert Batailly                     | Francia     | Unione dell'Opposizione (Unione per la Democrazia Francese - Partito Radicale)     | LD     | 07.01.1989 |
| Aristides Dimopoulos                   | Spyridon Zournatzis                 | Grecia      | Unione Politica Nazionale                                                          | GDE    | 06.02.1989 |
| Roger Chinaud                          | Jacqueline Grand                    | Francia     | Unione dell'Opposizione (Raggruppamento per la Repubblica)                         | ADE    | 12.04.1989 |
| Didier Motchane                        | Charles Wendeling                   | Francia     | Partito Socialista                                                                 | SOC    | 24.05.1989 |

### Modifiche intervenute per effetto dell'ampliamento delle Comunità europee
Gli europarlamentari designati (indicati con la lett. D) si insediarono in data 01.01.1986; gli europarlamentari eletti (indicati con la lett. E) si insediarono all'esito delle elezioni europee del 1987.
Gli europarlamentari designati della Spagna terminarono l'incarico in data 05.07.1987, mentre quelli designati dal Portogallo in data 13.09.1987; gli europarlamentari eletti si insediarono il giorno successivo, rispettivamente in data 06.07.1987 e 14.09.1987.

#### Portogallo
| Europarlamentare                   | Lista                           | Gruppo | Nota |
| ---------------------------------- | ------------------------------- | ------ | ---- |
| Rui Manuel Almeida Mendes          | Partito Social Democratico      | LD     | D    |
| Rui Amaral                         | Partito Social Democratico      | LD     | E-D* |
| Carlos Aboim Inglez                | Partito Comunista Portoghese    | COM    | E    |
| Francisco Pinto Balsemão           | Partito Social Democratico      | LD     | D    |
| José Barros Moura                  | Partito Comunista Portoghese    | COM    | E-D  |
| Luis Filipe Pais Beirôco           | Centro Democratico Sociale      | PPE    | D    |
| Maria Belo                         | Partito Socialista              | SOC    | E*   |
| José António Brito Apolonia        | Partito Comunista Portoghese    | COM    | D    |
| Jorge Campinos                     | Partito Socialista              | SOC    | E-D  |
| José Vicente Carvalho Cardoso      | Centro Democratico Sociale      | PPE    | E    |
| António Antero Coimbra Martins     | Partito Socialista              | SOC    | E-D  |
| Fernando Condesso                  | Partito Social Democratico      | LD     | E-D  |
| Rodolfo Crespo                     | Partito Socialista              | SOC    | D    |
| António Jorge De Figueiredo Lopes  | Partito Social Democratico      | LD     | E    |
| António José Fernandes             | Partito Rinnovatore Democratico | ADE    | D    |
| José Augusto Gama                  | Centro Democratico Sociale      | PPE    | E    |
| Vasco Garcia                       | Partito Social Democratico      | LD     | E-D  |
| Fernando Manuel Santos Gomes       | Partito Socialista              | SOC    | E-D  |
| Antonio Augusto Lacerda De Queiróz | Partito Social Democratico      | LD     | E*-D |
| Francisco António Lucas Pires      | Centro Democratico Sociale      | PPE    | E-D  |
| Luís Filipe Madeira                | Partito Socialista              | SOC    | E-D  |
| Luís Marinho                       | Partito Socialista              | SOC    | E    |
| António Marques Mendes             | Partito Social Democratico      | LD     | E    |
| António José Marques Mendes        | Partito Rinnovatore Democratico | ADE    | D    |
| José Manuel Medeiros Ferreira      | Partito Rinnovatore Democratico | ADE    | E-D  |
| Joaquim Miranda                    | Partito Comunista Portoghese    | COM    | E-D  |
| Jorge Pegado Liz                   | Partito Rinnovatore Democratico | ADE    | D    |
| Manuel Pereira                     | Partito Social Democratico      | LD     | E-D  |
| Virgílio Pereira                   | Partito Social Democratico      | LD     | E-D  |
| José Pereira Lopez                 | Partito Social Democratico      | LD     | D*   |
| Carlos Pimenta                     | Partito Social Democratico      | LD     | E    |
| Maria de Lourdes Pintasilgo        | Partito Socialista              | SOC    | E    |
| Pedro Augusto Pinto                | Partito Social Democratico      | LD     | E-D  |
| Walter Rosa                        | Partito Socialista              | SOC    | D    |
| Pedro Santana Lopes                | Partito Social Democratico      | LD     | E    |
| Manuel Dos Santos Machado          | Centro Democratico Sociale      | PPE    | E    |
| José Silva Domingos                | Partito Social Democratico      | LD     | D    |

#### Spagna
| Europarlamentare                       | Lista                               | Gruppo | Nota |
| -------------------------------------- | ----------------------------------- | ------ | ---- |
| José María Alvarez De Eulate Peñaranda | Alleanza Popolare                   | DE     | E/D  |
| José Álvarez De Paz                    | Partito Socialista Operaio Spagnolo | SOC    | E/D  |
| Víctor Manuel Arbeloa Muru             | Partito Socialista Operaio Spagnolo | SOC    | E/D  |
| Pedro Argüelles Salaverria             | Alleanza Popolare                   | DE     | E    |
| Miguel Arias Cañete                    | Alleanza Popolare                   | DE     | E/D  |
| Juan María Bandrés Molet               | Eusko Alkartasuna                   | ARC    | D    |
| Enrique Barón Crespo                   | Partito Socialista Operaio Spagnolo | SOC    | E/D  |
| Carlos Barral Agesta                   | Partito Socialista Operaio Spagnolo | SOC    | D    |
| Bernardo Bayona Aznar                  | Partito Socialista Operaio Spagnolo | SOC    | D    |
| Carlos Manuel Bencomo Mendoza          | Centro Democratico e Sociale        | LD     | D    |
| Carlos María Bru Purón                 | Partito Socialista Operaio Spagnolo | SOC    | E/D  |
| José Miguel Bueno Vicente              | Partito Socialista Operaio Spagnolo | SOC    | E/D  |
| Esteban Caamaño Bernal                 | Partito Socialista Operaio Spagnolo | SOC    | E/D  |
| Pío Cabanillas Gallas                  | Alleanza Popolare                   | DE     | E/D  |
| Jesús Cabezón Alonso                   | Partito Socialista Operaio Spagnolo | SOC    | E/D  |
| José Cabrera Bazan                     | Partito Socialista Operaio Spagnolo | SOC    | E/D  |
| Rafael Calvo Ortega                    | Centro Democratico e Sociale        | NI     | E    |
| Leopoldo Calvo-Sotelo                  | Unione del Centro Democratico       | PPE    | D    |
| Manuel Cantarero Del Castillo          | Alleanza Popolare                   | DE     | D    |
| Eusebio Cano Pinto                     | Partito Socialista Operaio Spagnolo | SOC    | E/D  |
| José Emilio Cervera Cardona            | Centro Democratico e Sociale        | NI     | E    |
| José Coderch Planas                    | Centro Democratico e Sociale        | NI     | E    |
| Juan Luis Colino Salamanca             | Partito Socialista Operaio Spagnolo | SOC    | E/D  |
| Joan Colom i Naval                     | Partito Socialista Operaio Spagnolo | SOC    | E/D  |
| Ramón Diaz Del Rio Jaudenes            | Alleanza Popolare                   | DE     | E    |
| Carmen Díez De Rivera Icaza            | Centro Democratico e Sociale        | NI     | E    |
| José Manuel Duarte Cendán              | Partito Socialista Operaio Spagnolo | SOC    | D    |
| Bárbara Dührkop                        | Partito Socialista Operaio Spagnolo | SOC    | E    |
| Emilio Duran Corsanego                 | Alleanza Popolare                   | DE     | D    |
| Josep Antoni Duran I Lleida            | Unione Democratica di Catalogna     | PPE    | D    |
| Arturo Juan Escuder Croft              | Alleanza Popolare                   | DE     | E/D  |
| José Antonio Escudero                  | Centro Democratico e Sociale        | NI     | E    |
| Rafael Estrella Pedrola                | Partito Socialista Operaio Spagnolo | SOC    | D    |
| Concepció Ferrer                       | Convergenza e Unione (UDC)          | PPE    | E    |
| María Elena Flores Valencia            | Partito Socialista Operaio Spagnolo | SOC    | D    |
| Manuel Fraga Iribarne                  | Alleanza Popolare                   | DE     | E    |
| Juan Antonio Gangoiti Llaguno          | Partito Nazionalista Basco          | PPE    | D    |
| Juan Carlos Garaikoetxea Urriza        | Eusko Alkartasuna                   | ARC    | E    |
| Manuel García Amigo                    | Alleanza Popolare                   | DE     | E/D  |
| Ludivina García Arias                  | Partito Socialista Operaio Spagnolo | SOC    | E/D  |
| Antonio Garcia-Pagan Zamora            | Partito Socialista Operaio Spagnolo | SOC    | D    |
| José Luis Garcia Raya                  | Partito Socialista Operaio Spagnolo | SOC    | E/D  |
| Salvador Garriga Polledo               | Alleanza Popolare                   | DE     | E    |
| Carles-Alfred Gasòliba I Böhm          | Convergenza e Unione (CDC)          | LD     | E/D  |
| Julián Grimaldos Grimaldos             | Partito Socialista Operaio Spagnolo | SOC    | E/D  |
| Julén Guimon Ugartechea                | Partito Democratico Popolare        | PPE    | D    |
| Antoni Gutiérrez Díaz                  | Sinistra Unita                      | COM    | E    |
| José Ramón Herrero Merediz             | Partito Socialista Operaio Spagnolo | SOC    | D    |
| José María Lafuente López              | Alleanza Popolare                   | DE     | E/D  |
| Carmen Llorca Vilaplana                | Alleanza Popolare                   | DE     | E/D  |
| César Llorens Barges                   | Partito Democratico Popolare        | PPE    | D    |
| Zenon-José Luis Paz                    | Partito Socialista Operaio Spagnolo | SOC    | D    |
| Federico Mayor Zaragoza                | Centro Democratico e Sociale        | NI     | E    |
| Manuel Medina Ortega                   | Partito Socialista Operaio Spagnolo | SOC    | E/D  |
| Ana Miranda De Lage                    | Partito Socialista Operaio Spagnolo | SOC    | E/D  |
| Andoni Monforte Arregui                | Partito Nazionalista Basco          | PPE    | D    |
| José María Montero Zabala              | Herri Batasuna                      | NI     | E    |
| Fernando Morán López                   | Partito Socialista Operaio Spagnolo | SOC    | E    |
| Raúl Morodo Leoncio                    | Centro Democratico e Sociale        | NI     | E    |
| Joaquim Muns Albuixech                 | Convergenza e Unione (CDC)          | LD     | E    |
| Antonio Navarro                        | Alleanza Popolare                   | DE     | E/D  |
| Francisco Oliva Garcia                 | Partito Socialista Operaio Spagnolo | SOC    | E/D  |
| Fernando Pérez Royo                    | Sinistra Unita                      | COM    | E    |
| Luis Guillermo Perinat Elio            | Alleanza Popolare                   | DE     | E/D  |
| Luis Planas Puchades                   | Partito Socialista Operaio Spagnolo | SOC    | E/D  |
| Josep E. Pons Grau                     | Partito Socialista Operaio Spagnolo | SOC    | E/D  |
| Alonso José Puerta                     | Sinistra Unita                      | COM    | E    |
| Eduardo Punset I Casals                | Centro Democratico e Sociale        | NI     | E    |
| Juan De Dios Ramírez Heredia           | Partito Socialista Operaio Spagnolo | SOC    | E/D  |
| María Dolores Renau I Manen            | Partito Socialista Operaio Spagnolo | SOC    | D    |
| Carlos Robles Piquer                   | Alleanza Popolare                   | DE     | E/D  |
| Domènec Romera I Alcàzar               | Alleanza Popolare                   | DE     | E/D  |
| Xavier Rubert De Ventós                | Partito Socialista Operaio Spagnolo | SOC    | E/D  |
| Felipe Sanchez-Cuenca Martinez         | Partito Socialista Operaio Spagnolo | SOC    | D    |
| Francisco Javier Sanz Fernández        | Partito Socialista Operaio Spagnolo | SOC    | E/D  |
| Enrique Sapena Granell                 | Partito Socialista Operaio Spagnolo | SOC    | E/D  |
| Mateo Sierra Bardají                   | Partito Socialista Operaio Spagnolo | SOC    | E/D  |
| Fernando Suárez González               | Alleanza Popolare                   | DE     | E/D  |
| José Valverde López                    | Alleanza Popolare                   | DE     | E    |
| José Vázquez Fouz                      | Partito Socialista Operaio Spagnolo | SOC    | E/D  |
| Luis Vega Y Escandon                   | Partito Democratico Popolare        | PPE    | D    |
| Josep Verde I Aldea                    | Partito Socialista Operaio Spagnolo | SOC    | E/D  |